# Silver Mine
Silver Mine (eerder Achterbahn, Mäuseachterbahn, Rioolrat en Der Flitzer) was een stalen achtbaan in het Duitse attractiepark Freizeitpark Plohn in Lengenfeld.

## Levensloop

### Kermis en Adventureland
De door Zierer gebouwde achtbaan begon als Der Flitzer en reisde over de Duitse kermissen. Van 1975 tot en met 1990 stond de baan in het parkdeel Alpine Village in Adventureland, Altoona, Iowa in de Verenigde Staten .

### Hellendoorn
Daarna de achtbaan verkocht werd aan Avonturenpark Hellendoorn. In Avonturenpark Hellendoorn werd de baan onder de naam Rioolrat overdekt opgezet. Het rattenthema dat de baan kreeg in Avonturenpark Hellendoorn werd na de verkoop verwijderd en de baan werd tegelijkertijd opgeknapt door de Nederlandse achtbaanbouwer Vekoma.

### Spielerei Rheda-Wiedenbrück
Na het seizoen 1995 werd de baan weer verkocht en verplaatst naar het Duitse park Spielerei Rheda-Wiedenbrück. Daar heeft de achtbaan van 1996 tot en met 1999 gestaan onder de naam Mäuseachterbahn.

### Freizeitpark Plohn
In 2000 werd de achtbaan verplaatst naar het Duitse park Freizeitpark Plohn waar de achtbaantreintjes een mijnthema kregen. De attractie opende onder de naam Achterbahn en werd vanaf 2006 hernoemd naar Silver Mine.

### Sluiting
De achtbaan werd in 2017 weggehaald om plaats te maken voor de heftigste achtbaan van het park, genaamd Dynamite.
Afbeeldingen
 · Lijst van attracties